# Теодосије Ганицки
Епископ Теодосије Ганицки (рођ. Иван Фјодорович Ганицки; 30. јул 1860, село Руда, Василковски округ, Кијевска губернија  — 3. мај 1937, село Сушково, Лукховицки округ, Московска епархија) — епископ Руске православне цркве  Коломенски и Бронницки.
Канонизовала га је Руска православна црква 2006. године у лику свештеноисповедника.

## Биографија

### Образовање и државна служба
Рођен је у селу Руда, Кијевске губерније (данас Сквирски округ, Кијевска област) у породици ђакона. Завршио Кијевску богословију. Служио је као наставник Закона Божијег у јавној школи Ак-Шенх у округу Перекоп Тауридске провинције, а затим као рачуновођа у Трезорској комори.

### Служба у Тавријској епархији
Замонашен је, 19. априла 1899. године, а за јерођакон је рукоположен 20. априла 1899. године, за јеромонаха, и постављњн за настојатеља храма при Тавријској епархијској фабрици свећа.
Од 5. маја 1899. године - управник Епископског дома исте епархије, од 15. августа 1899. године - ректор Бахчисарајског Успенског скита.
Од 13. октобра 1899. године - декан другог деканатског округа Тавријске епархије. 7. новембра 1900. године привремено је постављен за декана свих манастира Тауријске епархије.
Од 17. децембра 1900. - игумен, од 28. децембра - настојатељ прворазредног манастира Светог Георгија Балаклава.
1. фебруара 1901. разрешен је дужности декана женских, а 29. јула 1903. и мушких манастира.

### Служба у Московској епархији
11. августа 1903. године премештен је у братство московског Покровског мисионарског манастира.
Током Руско-јапанског рата био је у активној војсци.
10. априла 1904. отишао је на Далеки исток као настојатељ пољске цркве одреда Црвеног крста при братству у част Свете Евгеније, а у Москву се вратио 10. новембра 1905. године.
За заслуге у рату одликован је Орденом Свете Ане II и III, Светог Владимира IV  степена, медаље „У знак сећања на руско-јапански рат“ и „У знак сећања на руско-јапански рат“ Црвеног крста.
Од 12. јула 1906. - благајник Чудовског манастира. 1909-1920 био је игуман московског Златоустског манастира у чину игумана.

### Епископ Коломенски и Бронитски
После затварања Златоустског манастира постао је (од 18. маја 1920.) епископ коломенски и броницки.

### Прво хапшење, 1921-1924
Епископ је 13. јула 1921. године ухапшен под оптужбом да је у богослужењу обележио помен члановима краљевске породице. На захтев верника пуштен је на слободу, али је 1922. године поново ухапшен у вези са случајем одузимања црквених драгоцености. Био је под истрагом у затвору Бутирка до затварања случаја 1924. године.
После ослобођења вратио се у Коломну, где је много учинио на обнови парохијског и монашког живота. Власти су покушале да пронађу знаке политичке нелојалности у његовим активностима, али нису успеле. Владика је сваку своју беседу завршавао речима: „Завршио сам и надам се да ће свако од вас сведочити да у мојој беседи нема ничег политичког”.
Живео у Коломни на улици Воскресенскаја у дому протојереја Василија Пробатова. Данас је ово Кремлевскаја улица, број 12.

### Друго хапшење и изгнанство, 1929–1933
У децембру 1929. ухапшен је под оптужбом да је водио антисовјетску групу монаха из манастира Голутвина, чији су чланови „водили прикривену и отворену контрареволуционарну агитацију, користећи проповедаоницу за проповеди, црквене савете за индивидуалну агитацију и индоктринацију“. Он није признао кривицу, али је у исто време један број свештеника током истраге критиковао свог архипастира због његовог конзервативизма, неспремности да се сећа совјетске власти и доброг односа према монасима. 3. фебруара 1930. одлуком одбора ОГПУ осуђен је на казну затвора у логору у трајању од 5 година, замењено прогонством у Северну територију на исти рок. У мају 1933. случај је ревидиран и епископ је пуштен на слободу.

### Последње године живота
Вратио се у Коломну, потом живео у селу Сушково, Лукховитски округ, Рјазанска губернија, на удаљености од преко 101 километра од Москве. Било му је забрањено да служи, а епископ је могао да буде присутан и моли се само као обичан парохијанин за време богослужења.
Умро је у овом селу 3. маја 1937. године. Ту је и сахрањен у олтару Казанске цркве. Опело епископу Теодосију служио је клирик овог храма јереј Сергиј Љубомудров, будући свети мученик.
Рехабилитован је указом московског тужилаштва у октобру 2003. године.

## Канонизација и поштовање
Одлуком Светог Синода Руске Православне Цркве од 11. априла 2006. године, име епископа Теодосија уврштено је у Сабор новомученика и исповедника Русије 20. века.
16. мај 2006 – проналазак светитељевих моштију. Његове мошти почивају у реликвијару у Богојављенској цркви Старог манастира Голутвина у Коломни.
Успомена на светог исповедника Теодосија празнује се 20. априла (3. маја), на дан његове упокојења, а такође и 3. (16. маја), на дан проналаска његових моштију.